# 哈得孙湾
（或称哈德逊湾、哈德森湾），位于加拿大东北部巴芬岛与拉布拉多半岛西侧的大型海湾。海湾处于努纳武特地区，水体面积123万平方千米。平均水深100米。哈得孙湾是世界上面积最大的内海。而气象层面上，哈得孙湾可被视为北冰洋的边缘海。北部时常会有北极熊出现。主要港口有丘吉尔港。
哈得孙湾流域覆盖面积非常广大，约386万平方公里，覆盖努纳武特东南部，艾伯塔省，萨斯喀彻温省，安大略省，魁北克省，曼尼托巴省的全部地区，以及通过美国各州的水路间接覆盖明尼苏达州，北达科他州，南达科他州和蒙大拿州。
哈得孙湾的南部分支称为詹姆斯湾。

## 歷史

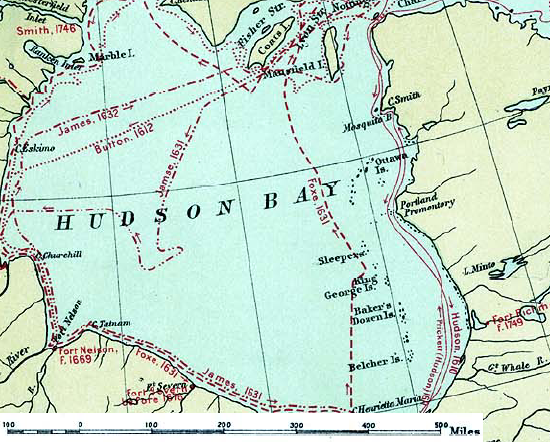
1497年到1905年间加拿大探险者的路线。

自15世纪后半叶哥伦布和卡博托的时代以来，人们一直在积极寻找一条通往中国和东印度的西部航线，这直接使得欧洲人首次亲眼哈得孙湾。
哈得孙湾得名于16世纪后期的英国探险家与航海家亨利·哈德遜。他于1610年8月2日乘坐“发现号”探索哈得孙湾。:170。当时是哈得孙第四次也是最后一次远航北美，在格陵兰岛沿岸与哈得孙湾附近考察，绘制地图。不久后冬季来临，他的船“发现号”被海冰冻住，他和船员在哈得孙湾最南端的岸上度过了一个寒冬。第二年春天来到后，海岸解冻。哈得孙想继续探索哈得孙湾的其他部分。但是这时他的船员密谋发起叛变，将他和少数拥护他的船员用小艇放逐。此后哈得孙等人便再未出现过。
17世纪下半叶，北美地区的毛皮贸易正当繁荣。1670年，英国人在哈得孙湾地区建立了哈得孙湾公司，并得到了英国皇家特许状。哈得孙湾公司有哈得孙湾附近大片地区的土地拥有权。它的总部设在哈得孙湾的约克厂，在之后的几个世纪里都垄断着庞大的哈得孙湾内河流域——即所谓的“鲁伯特地”——上的毛皮交易:4。在英属殖民地和加拿大政府成立前，哈得孙湾公司是这片土地上实质上的政府。法兰西王国曾经对哈得孙湾公司的领土眼热，数次派出武装的探险团队赴哈得孙湾，想要在毛皮交易产业中占一份额。然而在1713年的烏得勒支和約中，法兰西王国最终还是放弃了对哈得孙湾地区的领土要求。
在此期间，哈得孙湾公司在哈得孙湾沿岸的几个河流入海口附近建立了数个贸易点以及军事堡垒。公司与内陆的原住民建立起了友好的商贸关系。当地原住民将捕获的海狸毛皮卖给哈得孙湾公司，而后者将这些毛皮经海路运往欧洲销售。这个贸易链一直持续到20世纪初期。时至今日，丘吉尔港仍然是欧洲与俄罗斯海上贸易的重要中转站。
1870年哈得孙湾公司的毛皮贸易垄断地位被取消。将鲁伯特地出售给当时新组建的加拿大自治领:427后，哈得孙湾公司进入加拿大西部市场，转型为百货公司。而加拿大政府则于1870年7月15日正式接管哈得孙湾地区。1913年起，加拿大政府开始对海湾进行勘测。1929年后，丘吉尔港转型供为小麦出口的深水港。

## 地理特征

### 气候

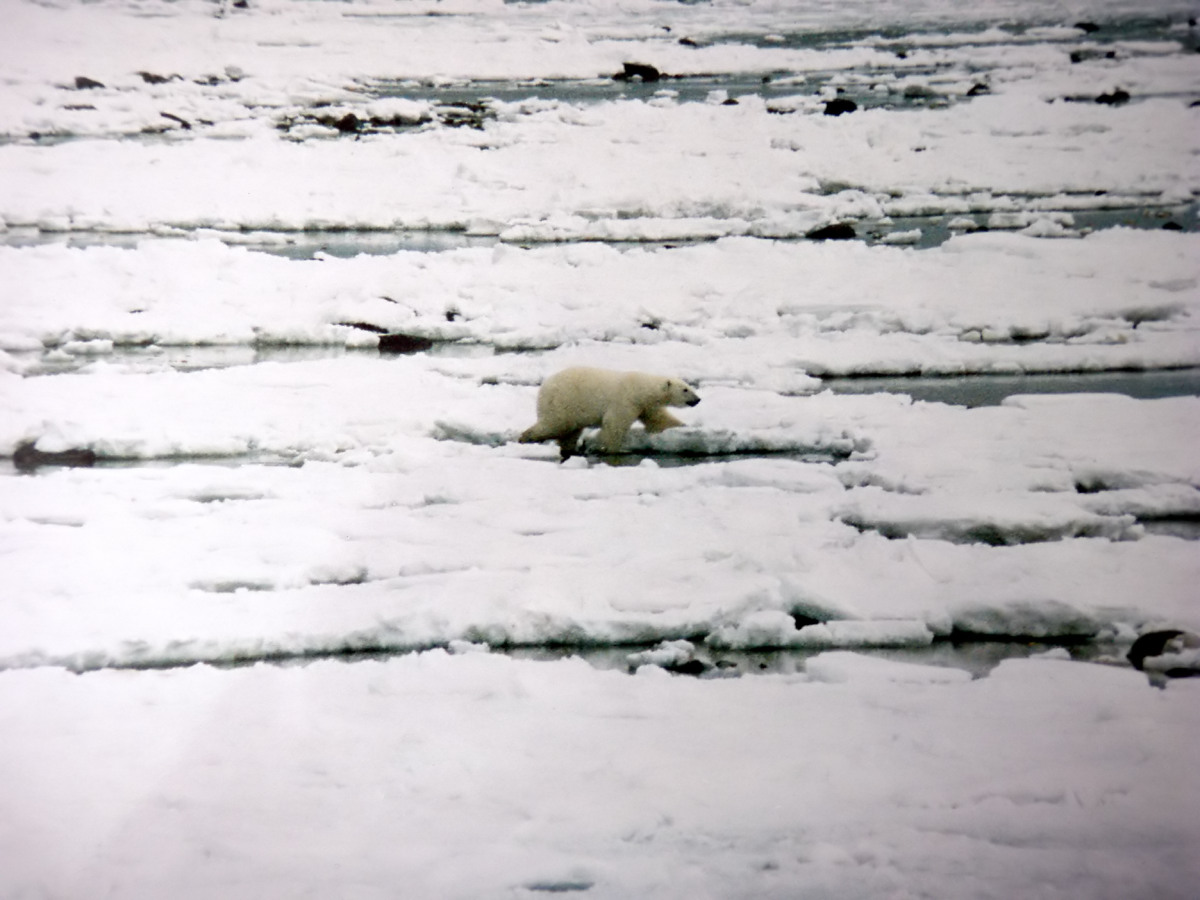
哈得孙湾：11月初开始结冰

在最后一次冰河时期，哈得孙湾是覆盖北美大陆北部的主冰架的积长中心点。直至现在，哈得孙湾的年平均气温仍然较相邻纬度的其它地区为低。位于北纬59度的丘吉尔港的年平均气温是-5 °C，而位于北纬64度的俄罗斯北部沿海港阿尔汉格尔斯克的年平均气温也只是2 °C。海湾西部的水温在夏季可达到8-9 °C的峰值。湾内大约从12月中旬开始大面积结冰，直至来年6月中旬开始由东至西解冻。最近一百年的观察显示，哈得孙湾的平均温度在逐步增加。这一点也反映在每年解冻期的增加之上。17世纪时，每年的解冻期只有4个月。
哈得孙湾的水域面积有123万平方公里，是世界上第二大的开阔形海湾，仅次于孟加拉湾。然而比起孟加拉湾来，哈得孙湾的水深很浅，平均水深只有100米左右（孟加拉湾的平均水深达2600米），可以算作是一片陆间海。哈得孙湾南北直径1370公里，东西直径1050公里。海湾出口面向东北。东面出口连向大西洋与哈得逊海峡，向北的出口则连向北冰洋与福克斯海盆。
哈得孙湾是北大西洋水体的一部分，因为湾中的水流主要流向大西洋。但也会有文献将之与哈得逊海峡一起归到北冰洋的范围中。也有认为哈得孙湾属于两个大洋的边缘海。

### 水文

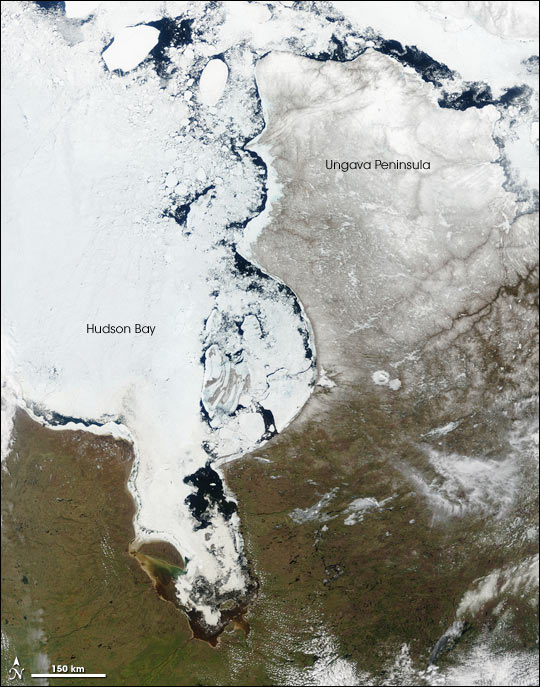
在晚春（5月），哈得孙湾东部漂浮着大块的海冰，而西部仍然完全冰封。

哈得孙湾水域的平均盐度比邻近的海域要低。主要原因有三：湾内蒸发速度较为缓慢（海湾在每年的大部分时候都是结冰的），大量河流淡水注入（大约每年700立方公里，以哈得孙湾为出海口的河流有数十条之多，其流域占了加拿大近一半的土地）以及与高盐度的大西洋水域连接口不广阔。每年随着季节的变化，湾内会有有近乎三倍于每年内陆河流注入水量的海冰形成与消融，这个现象显著地改变着湾内海水的盐度。
哈得孙湾内的海水低盐度导致的一个后果，是海湾内海水的冰点较其它地方的海水更高，这使得哈得孙湾的解冻期比同纬度的沿海海岸要短（即更长的冰封期）。然而与历史相比，哈得孙湾的解冻期正在延长。从1971年到2007年，哈得孙湾西南部（冰封期最长地区）的解冻期增加了7天。

### 海岸
哈得孙湾西边的海岸是一片面积达32.4万平方公里的低地，被称为“哈得孙湾低地”。大量河流经过这里流入哈得孙湾，使得这片低地上形成了一种称为“厚苔泽”（Muskeg）的典型植被。大陆的抬升以及冰川的长期作用形成了哈得孙湾海岸的地表形状。即使在离岸边较远的地方，也可以看到不少曾经的海岸线痕迹。在安大略省境内的很大一部分低地被安大略省政府划作了北极熊省立公园的一部分。在马尼托巴省内，也有类似的低地被划为瓦普斯克国家公园的一部分。“瓦普斯克”是当地印第安人的语言——克里语中“白色的熊”的意思。瓦普斯克国家公园也是加拿大主要的北极熊产育地区之一。
而在海湾的东部，哈得孙湾的东部海岸构成了魁北克的加拿大地盾的西缘。这部分海岸主要由山地和岩石构成，覆盖其上的植被是典型的泰加林带和苔原（北部）。
如果计算海岸线长度的话，哈得孙湾是世界上最大的海湾（孟加拉湾则是水域面积最大的）。

## 沿岸居民
哈得孙湾沿岸人烟稀少，仅有的几个居住点都是17世纪与18世纪时哈得孙湾公司的贸易点演变而成的，也算是加拿大最早的移民居住点。当哈得孙湾公司撤出后，大部分沿岸村落的常住人口都主要是克里人与因纽特人。

## 经济
由于解冻期不断增长，北冰洋的浮冰也不断减少，俄罗斯和加拿大都有意建立跨北极的商业航线（即所谓的“北极桥”路线），并以哈得孙湾为中转点，连接俄罗斯的摩尔曼斯克港。